# バリー・アイケングリーン
バリー・アイケングリーン（Barry J. Eichengreen、1952年 - ）は、アメリカ合衆国の経済学者。カリフォルニア大学バークレー校教授（George C. Pardee and Helen N. Pardee Professor of Economics and Political Science）であり、専門は政治経済学、国際金融論、経済史である。

## 略歴
- 1952年　生まれる。
- 1974年　カリフォルニア大学サンタクルーズ校を卒業する（A.B.）。
- 1976年　イェール大学で経済学のM.A.を取る。
- 1977年　イェール大学で経済学のM.Phil.を取る。
- 1978年　イェール大学で歴史学のM.A.を取る。
- 1979年　イェール大学で経済学のPh.D.を受ける。
- 1980年～1986年　ハーバード大学経済学部の助教授および准教授となる。
- 1981年～1986年　NBERのファカルティ・リサーチ・フェローとなる。
- 1984年～現在　The Centre for Economic Policy Research, Londonのリサーチ・フェローとなる。
- 1986年～1994年　カリフォルニア大学バークレー校の教授となる。
- 1986年～現在　NBERのリサーチ・アソシエイトとなる。
- 1994年～1999年　カリフォルニア大学バークレー校のJohn L. Simpson Professor of Economics and Professor of Political Scienceとなる。
- 1997年～1998年　IMFのシニア政策アドバイザーとなる。
- 1999年～現在　カリフォルニア大学バークレー校のGeorge C. Pardee and Helen N. Pardee Professor of Economics and Professor of Political Scienceとなる。
- 2002年　経済史学会のジョナサン・R・T・ヒューズ教育優秀賞を受ける。
- 2004年　カリフォルニア大学バークレー校社会科学分野から卓越教育賞を受ける。
- 2010年～2011年　経済史学会の会長を務める。

## 主要業績
- 良く知られた書籍'Golden Fetters: The Gold Standard and the Great Depression, 1919-1939'
- 通貨安競争
- 近隣窮乏化政策
- ブロック経済
- 合成の誤謬

## 家族
- 彼の母親、ルシール・アイケングリーン（Lucille Eichengreen）は、ホロコースト（ユダヤ人大虐殺）の生存者であり著述家でもある。

## 主要著作
- Elusive Stability: Essays in the History of International Finance 1919-1939. Cambridge University Press, 1990 ISBN 0521365384
- Golden Fetters: The Gold Standard and the Great Depression, 1919-1939. Oxford University Press, 1992, ISBN 0195101138
- International Monetary Arrangements for the 21st Century. Brookings Institution Press, 1994, ISBN 0815722761

『21世紀の国際通貨制度――二つの選択』、藤井良広訳、岩波書店、1997年
- Reconstructing Europe's Trade and Payments: The European Payments Union. University of Michigan Press, 1994, ISBN 0472105280
- Globalizing Capital: A History of the International Monetary System. Princeton University Press, 1996, ISBN 069102880X; 2. Auflage ebd. 2008, ISBN 0691139377

『グローバル資本と国際通貨システム』、高屋定美訳、ミネルヴァ書房、1999年
- European Monetary Unification: Theory, Practice, Analysis. The MIT Press, 1997 ISBN 0262050544
- Toward A New International Financial Architecture: A Practical Post-Asia Agenda. Institute for International Economics, 1999, ISBN 0881322709

『国際金融アーキテクチャー』、勝悦子監訳、林秀毅訳、東洋経済新報社、2003年
- Financial Crises and What to Do About Them. Oxford University Press, 2002, ISBN 0-19-925743-4
- Capital Flows and Crises. The MIT Press, 2004, ISBN 0-262-55059-8
- Global Imbalances and the Lessons of Bretton Woods. The MIT Press, 2006, ISBN 0-262-05084-6

『グローバル・インバランス――歴史からの教訓』、畑瀬真理子・松林洋一訳、東洋経済新報社、2010年
- The European Economy Since 1945: Co-ordinated Capitalism and Beyond. Princeton University Press, 2008, ISBN 0691138486
- Exorbitant Privilege, Oxford University Press, New York 2010 ISBN 978-0-19-975378-9

『とてつもない特権――君臨する基軸通貨ドルの不安』、小浜裕久監訳、勁草書房、2012年

### 共著
- An Independent and Accountable IMF. with José De Gregorio, Takatoshi Ito & Charles Wyplosz, Centre for Economic Policy Research, 1999, ISBN 1898128456
- Built to Last: A Political Architecture for Europe. with Erik Berglöf, Gérard Roland, Guido Tabellini & Charles Wyplosz, CEPR, 2003, ISBN 1898128642
- ジョセフ・スティグリッツほか『中央銀行論』（土曜社、2013年）